# Andy Fillmore
Pour les articles homonymes, voir Fillmore.
Peter Alexander Fillmore, né le 25 avril 1966 à Bloomington dans l'Indiana, est un urbaniste et homme politique libéral canadien qui représente la circonscription d'Halifax à la Chambre des communes du Canada de 2015 à 2024. Il est maire d'Halifax depuis 2024.

## Jeunesse et formation
Né le 25 avril 1966 à Bloomington dans l'État américain de l'Indiana, de parents originaires du Canada atlantique qui étudiaient aux États-Unis, Andy Fillmore retourne dans la Nouvelle-Écosse natale de la famille à l'âge de quatre ans. À Halifax, il fréquente la Tower Road School, la Halifax Grammar School, la Gorsebrook Junior High et la Queen Elizabeth High School. Il commence ses études supérieures en ingénierie à l'Université Acadia, mais est transféré à l'Université technique de la Nouvelle-Écosse (depuis intégrée à l'Université Dalhousie), où il obtient un diplôme de premier cycle en architecture en 1990, suivi d'un diplôme d'études supérieures en planification urbaine et rurale en 1992. Il obtient un diplôme d'études supérieures en études de design (spécialité en design urbain) de la Harvard Graduate School of Design en 1995.

## Carrière professionnelle
Urbaniste et designer urbain de profession, Andy Fillmore commence sa carrière à Boston, dans le Massachusetts, en travaillant sur le projet Big Dig en tant que designer urbain, puis rejoint la société d'architecture et de planification Arrowstreet Inc. Il déménage ensuite dans le Maine, où il est urbaniste à Cumberland, et fonde ensuite la société de conception architecturale et d'urbanisme Interurban Planning & Design. En 2005, il rentre à Halifax, en Nouvelle-Écosse, pour devenir le tout premier directeur du design urbain pour la ville d'Halifax, dirigeant la mise en œuvre du plan « HRM by Design » du centre-ville d'Halifax. Il est également directeur de la Dalhousie University School of Planning et vice-président de la planification et du développement de la Waterfront Development Corporation Limited, une société d'État chargée de revitaliser les fronts de mer postindustriels remarquables de la Nouvelle-Écosse.

## Carrière politique
Il est élu député à la Chambre des communes lors des élections fédérales du 19 octobre 2015,. En tant que député d'Halifax, Andy Fillmore occupe un certain nombre de responsabilités supplémentaires à la Chambre des communes et au gouvernement du Canada. Lors de la 42e législature canadienne, il est nommé en décembre 2015 au Comité permanent multipartite des affaires autochtones et du Nord. Le 4 février 2016, il est élu président du comité, occupant ce poste jusqu'en janvier 2017. À compter de janvier 2017, Andy Fillmore est secrétaire parlementaire de la ministre des Institutions démocratiques, Karina Gould. En septembre 2018, il est nommé secrétaire parlementaire du ministre du Patrimoine canadien et du Multiculturalisme, Pablo Rodriguez. À la suite de sa réélection à la Chambre des communes pour le 43e Parlement canadien lors de l'élection fédérale d'octobre 2019, Andy Fillmore est nommé secrétaire parlementaire de la ministre de l'Infrastructure et des Collectivités du Canada, Catherine McKenna.
Le 3 juillet 2024, il annonce sa candidature au poste de maire d'Halifax et renonce à son mandat de député le 31 août suivant. Lors des élections municipales d'Halifax de 2024, le 19 octobre, il est élu maire par 42,4 % des voix et entre en fonction le 5 novembre suivant.

## Résultats électoraux
|       | Candidat           | Parti              | # de voix | % des voix |
|       | Irvine Carvery     | Conservateur       | +04 515,  | 8,71 %     |
|       | Andy Fillmore      | Libéral            | +26 469,  | 51,07 %    |
|       | (X) Megan Leslie   | NPD                | +18 966,  | 36,59 %    |
|       | Thomas Trappenberg | Vert               | +01 750,  | 3,38 %     |
|       | Allan Bezanson     | Marxiste-léniniste | +00128,   | 0,25 %     |
| Total | Total              | Total              | 51 828    | 100 %      |